# سبنسر أودوم
سبنسر أودوم (بالإنجليزية: Spencer Odom)‏ هو عازف بيانو أمريكي، ولد في 19 أغسطس 1913 في شيكاغو في الولايات المتحدة، وتوفي في 24 ديسمبر 1962 في نيويورك في الولايات المتحدة.